# Ischnocolus rubropilosus
Ischnocolus rubropilosus é uma espécie de aranha pertencente à família Theraphosidae (tarântulas).